# Krzywa uziarnienia
Krzywa uziarnienia (krzywa składu ziarnowego) – graficzne przedstawienie uziarnienia. Wyznaczana jest na podstawie wykonanej wcześniej analizy sitowej, której wyniki nanoszone są na specjalną siatkę półlogarytmiczną. W wyniku tej operacji otrzymuje się ciągłą krzywą uziarnienia dla danego kruszywa lub mieszanki mineralnej.